# Aston Villa Women Football Club
L'Aston Villa Women Football Club, noto semplicemente come Aston Villa Women, è una squadra inglese di calcio femminile, sezione dell'omonimo club maschile con sede nel quartiere di Aston della città di Birmingham. Disputa le proprie partite casalinghe al Bescot Stadium di Walsall.
La squadra venne istituita nel 1973 come Solihull Football Club, denominazione che mantenne fino all'affiliazione con l'Aston Villa nel 1995, cambiandola prima in Aston Villa Ladies Football Club e successivamente in quella attuale.
A partire dalla stagione 2020-2021, la squadra è iscritta alla Women's Super League, la massima serie del campionato inglese.

## Storia
La squadra nacque nel 1973, quando un gruppo di appassionati decise di fondare una nuova compagine di calcio femminile, il Solihull Football Club.
La squadra mantenne la sua denominazione originale fino al 1995, anno in cui l'Aston Villa Football Club riconobbe ufficialmente il Solihull come sua sezione femminile e lo rinominò Aston Villa Ladies Football Club. In quel periodo la squadra raggiunse la finale di Coppa di Lega, ma venne sconfitta per 0-2 dal Wimbledon; nel 1998 ottenne invece la promozione in quarta divisione.
Dopo tredici stagioni in quarta divisione, l'Aston Villa ottenne la promozione in terza divisione nel 2011; la competitività della squadra crebbe negli anni successivi, fino ad arrivare in seconda divisione nel 2014.
Nel 2020, dopo la rinomina in Aston Villa Women Football Club, la squadra vinse il campionato di seconda divisione e conquistò la promozione in massima serie per la prima volta nella sua storia. La prima stagione in Women's Super League è stata conclusa al decimo posto in classifica, conquistando la salvezza all'ultima giornata. Nella stagione 2022-2023 ha ottenuto il suo miglior risultato in campionato, concludendo al quinto posto, mentre Rachel Daly ha vinto la classifica delle migliori marcatrici del torneo con 22 reti realizzate in 22 partite giocate.. Nella stessa annata la squadra ha raggiunto le semifinali in FA Women's Cup e i quarti di finale in FA Women's League Cup.

## Palmarès
- Campionato inglese di seconda divisione: 1

2019-2020

## Statistiche

### Partecipazione ai campionati
| Livello | Categoria                        | Partecipazioni | Debutto   | Ultima stagione | Totale |
| ------- | -------------------------------- | -------------- | --------- | --------------- | ------ |
| 1º      | Premier League National Division | 2              | 1999-2000 | 2003-2004       | 7      |
| 1º      | Women's Super League             | 5              | 2020-2021 | 2024-2025       | 7      |
| 2º      | Premier League Northern Division | 11             | 1998-1999 | 2010-2011       | 20     |
| 2º      | Premier League National Division | 2              | 2011-2012 | 2012-2013       | 20     |
| 2º      | Women's Super League 2           | 4              | 2014      | 2017            | 20     |
| 2º      | Women's Championship             | 3              | 2017-2018 | 2019-2020       | 20     |

## Organico

### Rosa 2024-2025
Rosa e numeri come da sito ufficiale.
| N. |                        | Ruolo | Calciatrice              |
| -- | ---------------------- | ----- | ------------------------ |
| 1  | Canada (bandiera)      | P     | Sabrina D'Angelo         |
| 2  | Inghilterra (bandiera) | D     | Sarah Mayling            |
| 3  | Spagna (bandiera)      | D     | Paula Tomás              |
| 4  | Inghilterra (bandiera) | D     | Anna Patten              |
| 5  | Inghilterra (bandiera) | C     | Lucy Staniforth          |
| 6  | Scozia (bandiera)      | D     | Rachel Corsie (capitano) |
| 7  | Inghilterra (bandiera) | C     | Missy Bo Kearns          |
| 8  | Inghilterra (bandiera) | C     | Jordan Nobbs             |
| 9  | Inghilterra (bandiera) | A     | Rachel Daly              |
| 11 | Inghilterra (bandiera) | A     | Katie Robinson           |
| 14 | Inghilterra (bandiera) | D     | Danielle Turner          |

| N. |                        | Ruolo | Calciatrice     |
| -- | ---------------------- | ----- | --------------- |
| 15 | Inghilterra (bandiera) | D     | Lucy Parker     |
| 16 | Svizzera (bandiera)    | D     | Noelle Maritz   |
| 17 | Inghilterra (bandiera) | A     | Ebony Salmon    |
| 19 | Canada (bandiera)      | A     | Adriana Leon    |
| 20 | Scozia (bandiera)      | A     | Kirsty Hanson   |
| 22 | Paesi Bassi (bandiera) | C     | Jill Baijings   |
| 23 | Paesi Bassi (bandiera) | A     | Chasity Grant   |
| 25 | Inghilterra (bandiera) | C     | Miri Taylor     |
| 28 | Brasile (bandiera)     | A     | Gabi Nunes      |
| 30 | Stati Uniti (bandiera) | P     | Katelin Talbert |
| 33 | Filippine (bandiera)   | D     | Mayumi Pacheco  |